# Mile Svilar
Mile Svilar (srbsky Миле Свилар; * 27. srpna 1999 Antverpy) je srbský profesionální fotbalový brankář, který chytá za italský klub AS Řím. Narodil se v Belgii, ale reprezentuje srbskou reprezentaci.

## Klubová kariéra

### Anderlecht
Byl součástí A-týmu Anderlechtu v sezóně 2016/17, ale nenastoupil v žádném zápase.

### Benfica
Svilar podepsal 28. srpna 2017 pětiletou smlouvu s portugalskou Benfikou. V klubu debutoval 14. října při vítězství 1:0 nad Olhanense a stal se nejmladším brankářem, který kdy za Benfiku nastoupil.  Dne 18. října 2017 překonal rekord Ikera Casillase jako nejmladší brankář (18 let a 52 dní), který kdy nastoupil v Lize mistrů, při domácí prohře 1:0 s Manchesterem United. V odvetném utkání proti anglickému týmu se ve věku 18 let a 65 dní stal nejmladším brankářem, který kdy v zápase Ligy mistrů chytil penaltu. Ve stejném zápase, který skončil prohrou jeho týmu 0:2, se stal také nejmladším hráčem, který si kdy v soutěži vstřelil vlastní gól.

## Reprezentační kariéra
Byl členem reprezentace Belgie U16, Belgie U17, Belgie U18 a také Belgie U19. Na Mistrovství Evropy hráčů do 17 let 2016 v Ázerbájdžánu byl brankářem brankařskou jedničkou Belgie.
Narodil se v Belgii srbským rodičům. Může reprezentoval Belgii nebo Srbsko. Dne 4. listopadu 2017 oznámil, že svůj první zápas za srbskou reprezentaci odehraje v březnu 2018, neboť přijal výzvu Fotbalové asociace Srbska. V dresu Srbska debutoval 1. září 2021 v přátelském utkání proti Kataru (4:0).

## Osobní život
Má srbský pas. Jeho otec Ratko je bývalý srbský brankář.

## Kariérní statistiky
Aktualizováno 25. července 2020

### Klubové
| Klub           | Sezóna         | Liga               | Liga   | Liga | Národní pohár | Národní pohár | Evropa | Evropa | Ostatní | Ostatní | Celkem | Celkem |
| Klub           | Sezóna         | Soutěž             | Zápasy | Góly | Zápasy        | Góly          | Zápasy | Góly   | Zápasy  | Góly    | Zápasy | Góly   |
| -------------- | -------------- | ------------------ | ------ | ---- | ------------- | ------------- | ------ | ------ | ------- | ------- | ------ | ------ |
| Anderlecht     | 2016/17        | Jupiler Pro League | 0      | 0    | 0             | 0             | 0      | 0      | 0       | 0       | 0      | 0      |
| Benfica        | 2017/18        | Primeira Liga      | 3      | 0    | 1             | 0             | 3      | 0      | 2       | 0       | 9      | 0      |
| Benfica        | 2018/19        | Primeira Liga      | 1      | 0    | 5             | 0             | 0      | 0      | 4       | 0       | 10     | 0      |
| Benfica        | 2019/20        | Primeira Liga      | 1      | 0    | 0             | 0             | 0      | 0      | 0       | 0       | 1      | 0      |
| Benfica        | 2020/21        | Primeira Liga      | 2      | 0    | 0             | 0             | 0      | 0      | 0       | 0       | 0      | 0      |
| Benfica        | Celkem         | Celkem             | 5      | 0    | 6             | 0             | 3      | 0      | 6       | 0       | 20     | 0      |
| Benfica B      | 2018/19        | Segunda Liga       | 1      | 0    | —             | —             | —      | —      | —       | —       | 1      | 0      |
| Benfica B      | 2019/20        | Segunda Liga       | 10     | 0    | —             | —             | —      | —      | —       | —       | 10     | 0      |
| Benfica B      | Celkem         | Celkem             | 11     | 0    | —             | —             | —      | —      | —       | —       | 11     | 0      |
| Kariéra celkem | Kariéra celkem | Kariéra celkem     | 16     | 0    | 6             | 0             | 3      | 0      | 6       | 0       | 31     | 0      |

### Reprezentační
Aktualizováno 1. srpna 2021
| Srbsko | Srbsko | Srbsko |
| Rok    | Zápasy | Góly   |
| ------ | ------ | ------ |
| 2021   | 1      | 0      |
| Celkem | 1      | 0      |

## Úspěchy

### Anderlecht
- Belgický Superpohár: 2017[16]

### Benfica
- Primeira Liga: 2018/19